# Zygmunt Stanisław Czarnecki

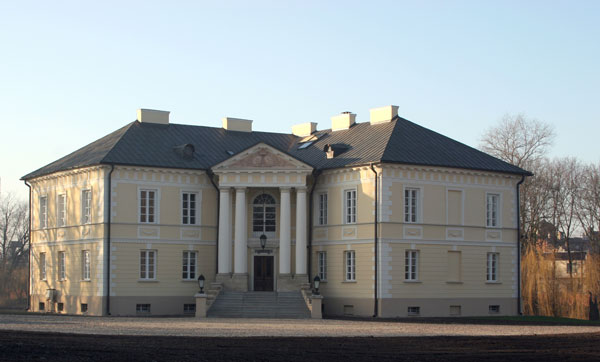
Pałac w Dobrzycy, gdzie Zygmunt Czarnecki spędził swe ostatnie lata i zmarł

Zygmunt Stanisław Czarnecki herbu Prus III (ur. 20 marca 1823 w Gogolewie, zm. 7 czerwca 1908 w Dobrzycy) – ziemianin wielkopolski, hrabia, kolekcjoner numizmatów, bibliofil.

## Zarys biografii
Był synem pierwszego ordynata na Gogolewie i innych majątkach, Marcelego (1793–1868), który w 1854 uzyskał dla siebie i swych potomków pruski tytuł hrabiowski, związany z posiadaniem trzech ordynacji w Wielkopolsce (zob. Czarneccy h. Prus III) i Florentyny z baronów Chłapowskich herbu Drya (1795–1873), bratem m.in. Antoniego, ordynata na Golejówku i Stanisława, ordynata na Pakosławiu. Pozostając panem na Gogolewie, wzorowy i zamożny gospodarz Czarnecki dokupił później dalsze majątki w okolicach Jarocina i Pleszewa, m.in. Dobrzycę i Rusko. W roku 1876 przekazał ordynację gogolewską synowi Wiktorowi, przenosząc się do Ruska, gdzie wybudował dla siebie i swych zbiorów piękną rezydencję w stylu neorenesansu. Oddawszy majątek Dobrzyca młodszemu synowi Józefowi (1857-1922) poświęcił resztę życia swej pasji kolekcjonerskiej.
Czarnecki zaczął od zbierania numizmatów i udało mu się zgromadzić ok. 4500 obiektów, często unikatów. Po jakimś czasie sprzedał kolekcję fotografowi warszawskiemu Karolowi Beyerowi i zaczął zbierać książki i ryciny, przeważnie staropolskie. Pod koniec życia posiadał ok. 7000 woluminów, w większości bezcennych unikatów, obejmujących m.in. literaturę piękną, historyczną i religijną, w tym wiele publikacji polskich dysydentów z XVII i XVIII wieku oraz dzieł drukowanych w małych, zapomnianych i efemerycznych oficynach drukarskich. W sprawach swojej kolekcji utrzymywał kontakt korespondencyjny z polskimi kręgami naukowymi we Lwowie m.in. z Oswaldem Balzerem i Wojciechem Kętrzyńskim.
Żonaty z Marią Giżycką h. Gozdawa (1827-1914), miał z nią ośmioro dzieci, z których najmłodszy Zygmunt (1866–1940) dostał od niego w 1897 Rusko, podczas gdy stary już hrabia przeniósł się do syna Józefa w Dobrzycy i do śmierci mieszkał w tamtejszym pałacu. Obecnie linia Zygmunta Stanisława Czarneckiego jest reprezentowana przez jego prawnuków i ich potomstwo,  zamieszkałe w Polsce i  Szwecji.
Swe zbiory Zygmunt Czarnecki zapisał łącznie wszystkim spadkobiercom, którzy ulegając perswazji krakowskiej Akademii Umiejętności i innych instytucji kulturalnych w Galicji sprzedali je w 1914, częściowo jako dar, gdyż za obniżoną sumę 180 000 marek w złocie, lwowskiej Bibliotece Baworowskich. W roku 1944, w obliczu ponownej sowieckiej inwazji na Lwów, część cenniejszych książek udało się ewakuować do Krakowa. Znajdują się dziś w zbiorach Biblioteki Narodowej w Warszawie.